# Ronde van Emilia 1912
De vierde editie van de wielerwedstrijd Ronde van Emilia vond plaats op 13 oktober 1912. De wedstrijd startte in Bologna en finishte 284 kilometer later in Bologna. De Italiaan Ugo Agostoni won de wedstrijd.

## Uitslag
| Plaats  | Naam                | Ploeg          | Tijd      |
| ------- | ------------------- | -------------- | --------- |
| Winnaar | Ugo Agostoni        | Peugeot-Wolber | 10u12'00" |
| 2       | Giuseppe Santhia    | Bianchi        | + 13'00"  |
| 3       | Costante Girardengo | Maino          | z.t.      |
| 4       | Enrico Verde        | Maino          | + 26’00"  |
| 5       | Eberardo Pavesi     | Bianchi        | z.t.      |
| 6       | Alfonso Calzolari   | Atala-Dunlop   | z.t.      |
| 7       | Pietro Aimo         | Bianchi        | z.t.      |
| 8       | Lauro Bordin        |                | + 27’00"  |
| 9       | Francesco Drei      |                | + 30’00"  |
| 10      | Aldo Benassi        |                | z.t.      |

Mannen:
1909 · 1910 · 1911 · 1912 · 1913 · 1914 · 1915 · 1916 · 1917 · 1918 · 1919 · 1920 · 1921 · 1922 · 1923 · 1924 · 1925 · 1926 · 1927 · 1928 · 1929 · 1930 · 1931 · 1932 · 1933 · 1934 · 1935 · 1936 · 1937 · 1938 · 1939 · 1940 · 1941 · 1942 · 1943 · 1944 · 1945 · 1946 · 1947 · 1948 · 1949 · 1950 · 1951 · 1952 · 1953 · 1954 · 1955 · 1956 · 1957 · 1958 · 1959 · 1960 · 1961 · 1962 · 1963 · 1964 · 1965 · 1966 · 1967 · 1968 · 1969 · 1970 · 1971 · 1972 · 1973 · 1974 · 1975 · 1976 · 1977 · 1978 · 1979 · 1980 · 1981 · 1982 · 1983 · 1984 · 1985 · 1986 · 1987 · 1988 · 1989 · 1990 · 1991 · 1992 · 1993 · 1994 · 1995 · 1996 · 1997 · 1998 · 1999 · 2000 · 2001 · 2002 · 2003 · 2004 · 2005 · 2006 · 2007 · 2008 · 2009 · 2010 · 2011 · 2012 · 2013 · 2014 · 2015 · 2016 · 2017 · 2018 · 2019 · 2020 · 2021 · 2022 · 2023 · 2024
Vrouwen:
2014 · 2015 · 2016 · 2017 · 2018 · 2019 · 2020 · 2021 · 2022 · 2023 · 2024